# Petr Graclík
Petr Graclík (* 24. září 1978, Valašské Meziříčí) je bývalý biatlonový reprezentant, trenér a od roku 2013 generální sekretář Českého olympijského výboru.

## Život
Vystudoval magisterské studium na Fakultě tělesné výchovy a sportu na Karlově Univerzitě v Praze. Řadu let se na reprezentační úrovni věnoval biatlonu – je několikanásobným mistrem a akademickým mistrem republiky a účastníkem závodů Světového poháru, mistrovství Evropy, zimních univerziád i letních biatlonových šampionátů. U biatlonu později zůstal i jako trenér, když dva roky vedl seniorský reprezentační „B“ tým mužů a žen.
V letech 2008–2013 pracoval jako generální sekretář Svazu lyžařů České republiky, byl také předsedou organizačních výborů Světových pohárů v běhu na lyžích na území České republiky a členem řídícího výboru mistrovství světa juniorů v klasických disciplínách v Liberci 2013. V letech 2014 – 2019 byl předsedou Dozorčí rady Svazu lyžařů ČR.
Od roku 2013 je generálním sekretářem Českého olympijského výboru, podílí se řízení projektů v oblasti sportu, ekonomiky, marketingu, komunikace a zahraničních aktivit. Je duchovním otcem nápadu na výrobu čepice „Raškovka“, pro ZOH v Pchjongčchangu 2018, která se mezi fanoušky stala velkým hitem.
V květnu roku 2019 kandidoval na pozici předsedy Svazu lyžařů ČR, svoji kandidaturu ale těsně před volbami stáhl.
Je ženatý a má dvě děti.